# 黑竹沟
29°01′21″N 103°05′03″E / 29.02250°N 103.08417°E
黑竹沟国家森林公园（彝語北部方言： hep zhu gox）位于中华人民共和国四川省乐山市峨边彝族自治县境内，距离乐山市区144公里。
黑竹沟在彝语中原名为“斯豁”，意为“死亡之谷”。黑竹沟地处小凉山区，其景区面积575平方公里，外围保护地263平方公里，山的海拔高度在1500米至4288米之间。景区内有独特的天象、地质、水文景观，野生动植物种类丰富，是保存最完整、状态最原始的生态群落之一，被誉为“绿色基因库”。
相传在20世纪，黑竹沟曾发生过数起人畜神秘失踪事件，因此被媒体称为“魔沟”、“东方的百慕大”。
黑竹沟原有川南林业局611林场。现为四川省级风景名胜区。2000年2月22日，被列为国家级森林公园，为国家级自然保护区。2011年，申请成为国家4A级旅游景区，但未获批准。